# 미국 육군 특수작전사령부
미국 육군 특수작전사령부(United States Army Special Operations Command (Airborne); USASOC 혹은 ARSOC)은 미국 육군의 특수부대 지휘통제사령부이자 미국 특수작전사령부의 육군 구성사령부이다. 1989년 12월 1일에 설립되었다.

## 역사
2014년 9월 30일, 제1특전사령부를 창설하여 그린베레, 두개 심리작전단, 제95민사여단, 528지원여단을 단일사령부로 묶어 편성하였다.

## 조직
- 제1특전사령부
  - 그린베레
  -  제4심리작전단
  -  제8심리작전단
  -  제95민사여단
  -  제528지원여단
- 특수작전항공사령부
  -  제160특수작전항공연대
  - 특수작전항공훈련대대
- 존 F. 케네디 특수전센터학교
- 제75레인저연대
- 특수작전모집대대 - 포트 캠벨

## 참고
1. ↑  Joseph Trevithick (2014년 11월 27일). “The U.S. Army Has Quietly Created a New Commando Division” (영어). Medium. 2019년 4월 19일에 확인함.

- “ARSOF Fact Book K2018” (PDF) (영어). Fort Bragg, N.C: United States Army Special Operations Command Public Affair Office. 2019년 5월 20일에 확인함.